# Ciento veintiuno
El ciento veintiuno (121) es el número natural que sigue al 120 y precede al 122.

## En matemáticas
El ciento veintiuno es:
- un cuadrado perfecto (11 x 11)
- un autonúmero.
- la suma de tres consecutivos números primos (37 + 41 + 43)
- una solución al Problema de Brocard (5! + 1 = 121)
- un número estrella, un número tetrahédrico centrado y un número octogonal centrado.
- el séptimo número de Smith.
- el segundo número de Friedman.

## En otros campos
El ciento veintiuno también es:
- el número atómico del unbiunio.
- el número de puntos necesarios para terminar una partida de cribbage.